# Industria pesquera en China
La industria pesquera China congrega una quinta parte de la población mundial dedicada a este trabajo y representa un tercio de la producción pesquera mundial, así como dos tercios de la producción acuícola mundial.
La acuicultura es el conjunto de actividades, técnicas y conocimientos de crianza de especies acuáticas vegetales y animales. Esta actividad representa dos tercios de la producción declarada por China. La cosecha de China en 2005 fue de 32,4 millones de toneladas de peces, más de 10 veces la del segundo país, India, que declaró 2,8 millones de toneladas.
Las capturas declaradas por China en 2005 de peces silvestres capturados en ríos, lagos y el mar fueron de 17,1 millones de toneladas por delante del segundo país, Estados Unidos, que declaró 4,9 millones de toneladas.
Las principales regiones productoras de acuicultura están cerca de los mercados urbanos en el valle medio y bajo del Yangtze y en el delta del Zhu Jiang.

## Estadísticas
Desde 2002 China es el mayor exportador mundial de pescado y productos pesqueros. En 2005 las exportaciones, incluidas las plantas acuáticas, se valoraron en 7.700 millones de dólares con Japón, Estados Unidos y la República de Corea como principales mercados. En 2005 China fue el sexto mayor importador de pescado y productos pesqueros del mundo con importaciones por valor de 4.000 millones de dólares.
En 2003 el consumo mundial de pescado por habitante se estimó en 16,5 kg, y el de China según sus declaraciones, en 25,8 kg.
En 2010 China representaba el 60% de la producción acuícola mundial (en volumen) y contaba con unos 14 millones de personas (el 26% del total mundial) dedicadas a la pesca y la piscicultura (FAO). En 2009 China produjo aproximadamente 21 millones de toneladas métricas de pescado de agua dulce, es decir, el 48% de la producción mundial, y 5,3 millones de toneladas métricas de crustáceos, es decir, el 49% de la producción mundial.

## Pesca silvestre

### Pesca costera

China tiene 14.500 km de costa.

China tiene un litoral de 14.500 kilómetros y una zona económica exclusiva (EEZ -en inglés-) de 877.019 kilómetros cuadrados. Los caladeros abarcan desde zonas subtropicales a templadas e incluyen 431.000 kilómetros cuadrados de plataforma continental (a menos de 200 metros de profundidad).
| Superficies de caladeros marinos en km² |           |                   |         |
| Región                                  | Área      | Placa continental | EEZ     |
| Mar de Bohai                            | 24 000    | 24 000            | 24 000  |
| Mar Amarillo                            | 127.000   | 127.000           | 103.000 |
| Mar del este de China                   | 252.000   | 151.000           | 160.000 |
| Mar del Sur de China                    | 630.000   | 129 000           | 531.000 |
| Total                                   | 1.033.000 | 431.000           | 818 000 |

Hay disputas en curso con varias naciones vecinas sobre la extensión exacta de la EEZ en el Mar de China Meridional.
Los mares de China contienen unas 3.000 especies marinas de las cuales más de 150 se pescan comercialmente. Algunas de las principales especies marinas que se pescan en los últimos tiempos son los sables, el verdel, la Thamnaconus modestus, la anchoa y algunas especies de camarones, cangrejos y peces más pequeños.

### Pesca de alta mar

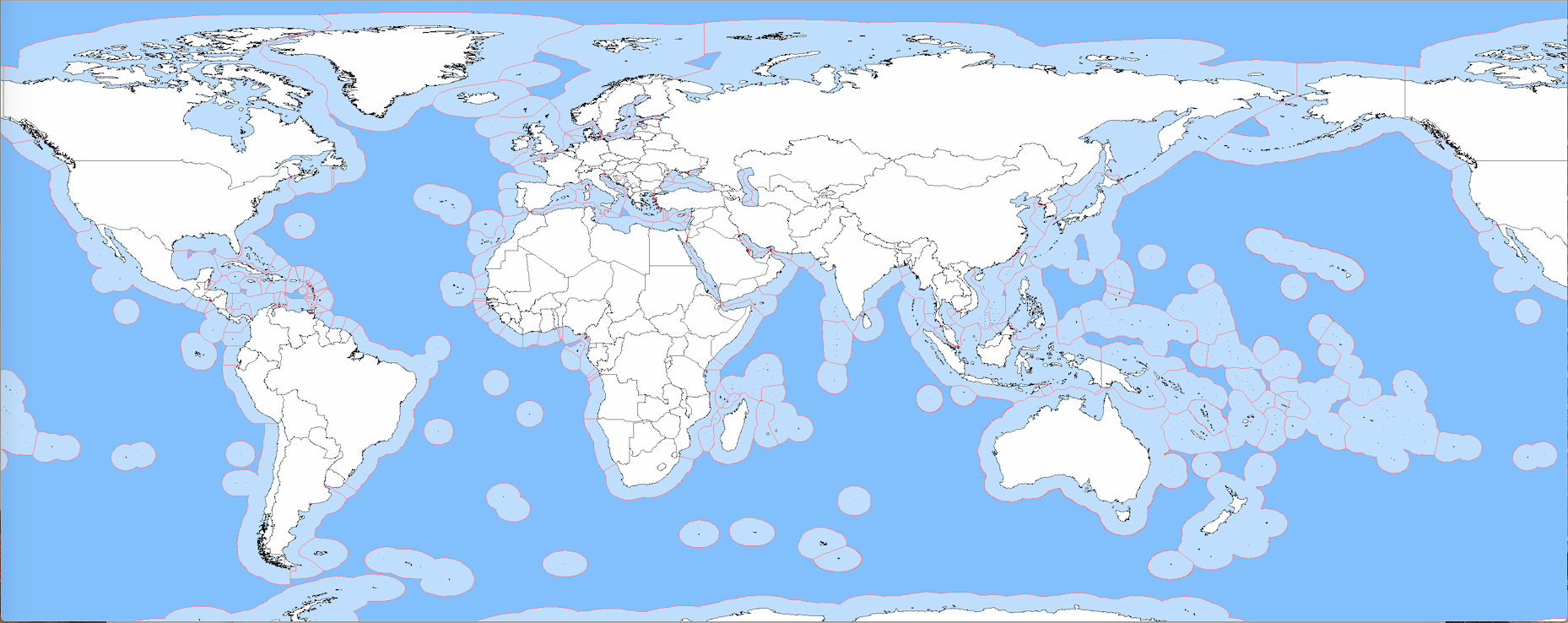
Las EEZ del mundo se muestran como una extensión blanca de la tierra. Las aguas internacionales (alta mar) se destacan en azul.

Las actividades pesqueras chinas en aguas de alta mar se iniciaron en 1985 cuando China accedió a nuevos caladeros mediante acuerdos con países extranjeros. En 1996 estas pesquerías se habían extendido a 60 regiones de todo el mundo empleando a 21.200 pescadores, 1381 buques pesqueros y capturando 926.500 toneladas.
La Corporación Nacional de Pesca de China (CNFC -en inglés-) es el principal operador de la pesca en aguas de alta mar. Envió la primera flota pesquera china a aguas de África Occidental en 1985. Al año siguiente junto con otros socios chinos, la CNFC inició las operaciones de pesca de arrastre en el Pacífico Norte. Le siguió la pesca de atún con palangre en el Pacífico Sur, y en 1989 la pesca de calamar con palangre en el Mar de Japón y el Pacífico Norte.
Según un informe publicado en la revista Science Advances en junio de 2018 la pesca de altura china solo es viable económicamente con subvenciones estatales.
En 2020 China contaba con la mayor flota pesquera de pesca de alta mar del mundo con casi 17.000 buques con una mayoría registrados en China, pero con aproximadamente 1.000 registrados bajo pabellones de conveniencia. China está clasificada como un país que no cumple con la normativa internacional sobre pesca de alta mar, tanto como Estado de abanderamiento como de puerto.

### Pesca interior

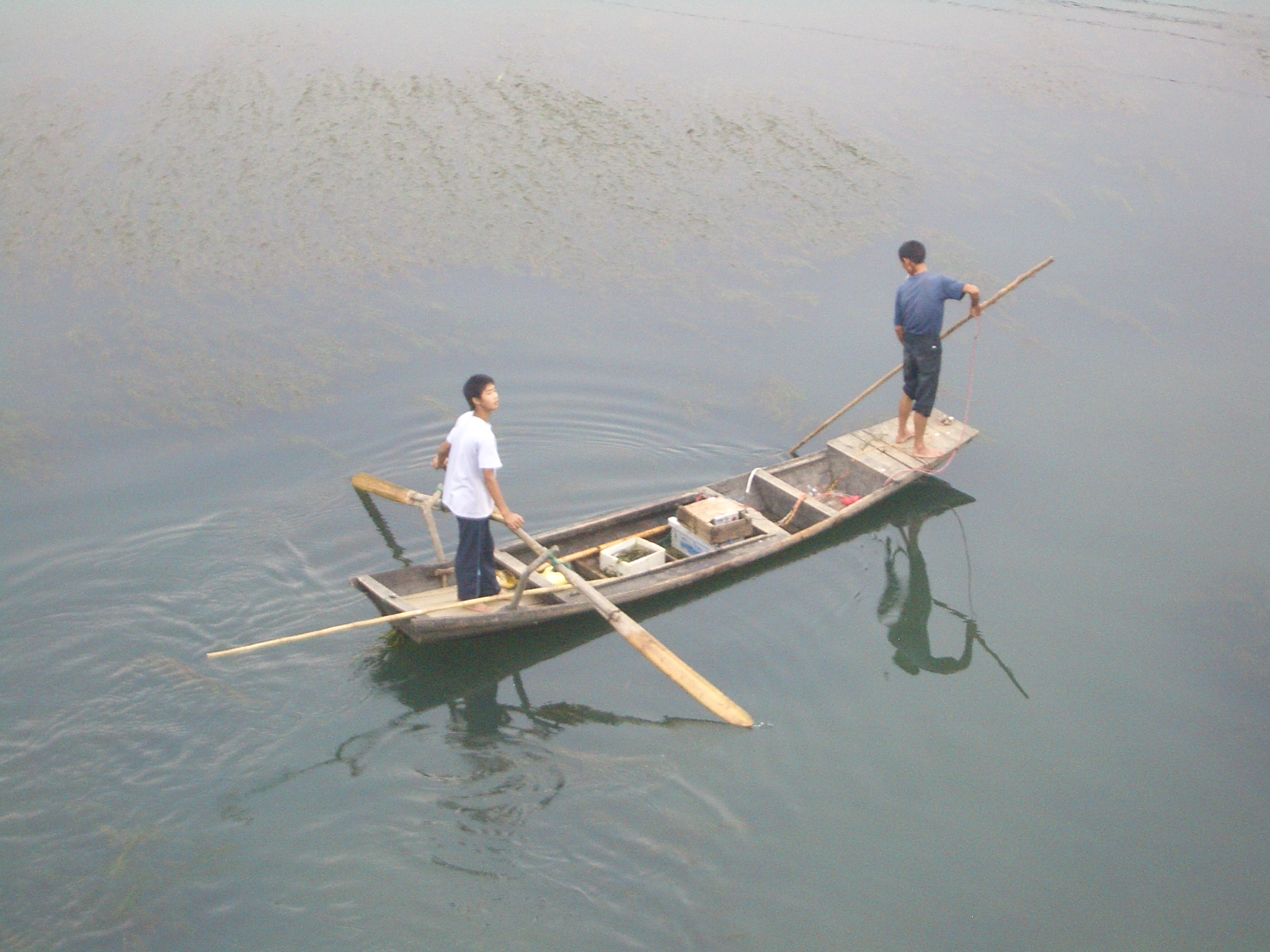
Pescadores en el río Fushui, China

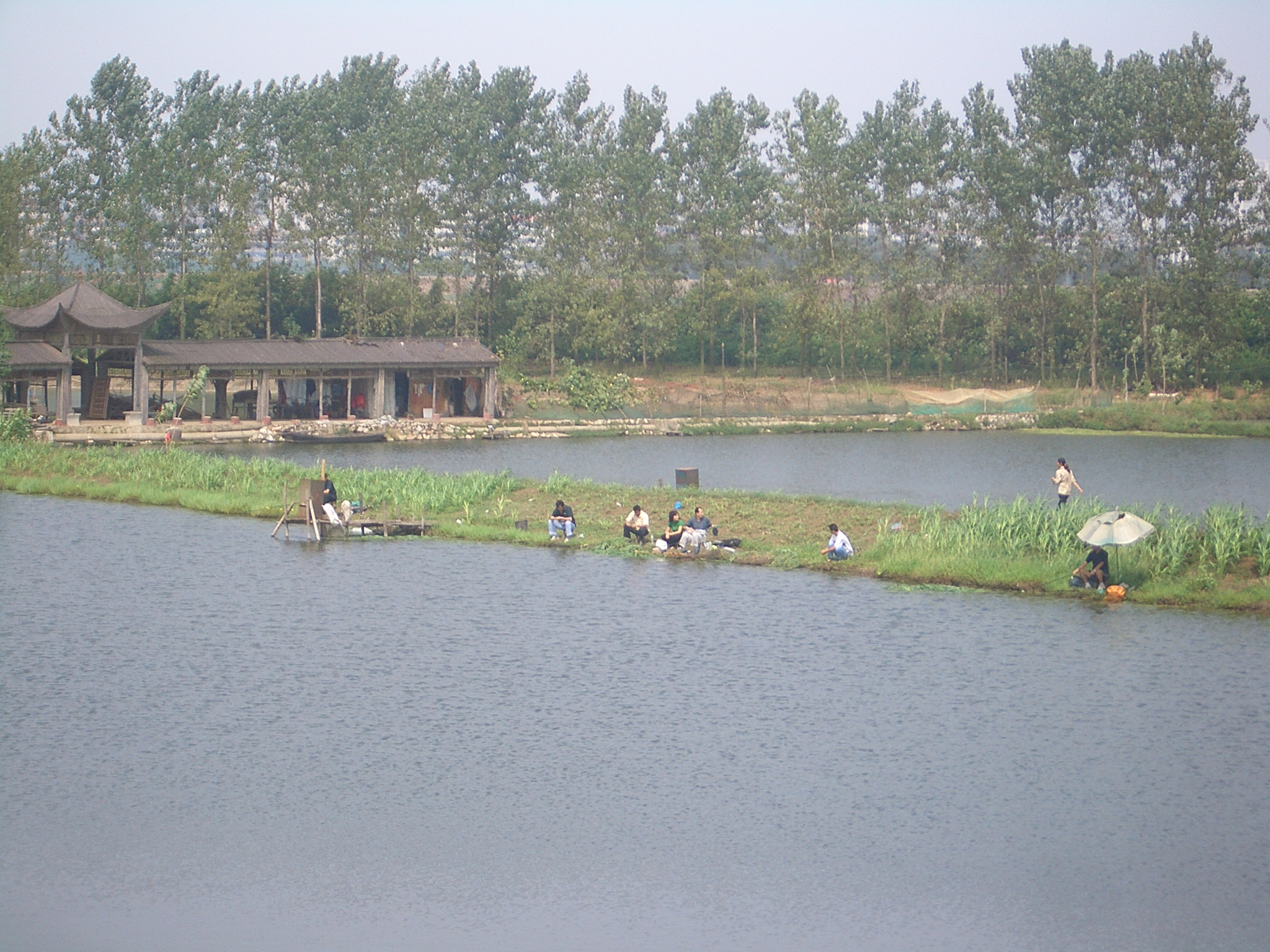
Personas pescando en un sistema de estanques construidos en una bahía del lago Daye.

El interior de China tiene 176.000 km² de aguas interiores (el 1,8% de la superficie interior). Ochenta mil embalses aportan otros 20.000 km².
China cuenta con 709 especies de peces de agua dulce, 58 subespecies y otras 64 especies migran entre el mar y las aguas interiores.
La carpa es una especie de importancia comercial, en particular la carpa plateada, la carpa cabezona, la carpa negra, la carpa herbívora, la carpa común y la carpa cruciana. Otras especies de importancia comercial son el besugo, el sábalo, la anguila, el pez gato, la trucha arco iris, el salmón, el salmonete, la siniperca chuatsi, la perca, el esturión, el múrulo y el pangolín. Entre los mariscos comerciales se encuentran las gambas de agua dulce y los cangrejos de río. Entre los moluscos los mejillones de agua dulce, las almejas y los caracoles de agua dulce. También se recolectan plantas acuáticas: loto, castaña de agua y la nuez gorgona Euryale ferox. Otras especies comerciales son la tortuga de caparazón blando y la rana.
Antes de 1963 la producción pesquera interior de China procedía principalmente de la pesca interior salvaje. Desde entonces los recursos pesqueros continentales salvajes han disminuido debido a la sobrepesca, la construcción de presas, la recuperación de tierras para la agricultura y la contaminación industrial. En la década de 1970, la producción anual de la pesca continental salvaje se redujo a 300.000 toneladas anuales. En 1978 el gobierno creó estructuras organizativas para tratar estos problemas y para repoblar los ríos, lagos y embalses con alevines de peces. Esto revirtió muchos de los problemas y en 1996 la producción alcanzó los 1,76 millones de toneladas, sin embargo, la acuicultura interior ha ganado aun más y ahora supera la producción de la pesca interior salvaje.
| Principales lagos y ríos de China | Principales lagos y ríos de China | Principales lagos y ríos de China | Principales lagos y ríos de China |
| lago                              | Localización                      | Superficie (km²)                  | Pesquerías                        |
| --------------------------------- | --------------------------------- | --------------------------------- | --------------------------------- |
| Lago Qinghaihu                    | Qinghai                           | 4.583                             |                                   |
| Lago Qinghaihu                    | Qinghai                           | 4.583                             |                                   |
| Lago Boyanghu                     | Jiangxi                           | 3,583                             |                                   |
| Lago Luobubo                      | Xinjiang                          | 3.006                             |                                   |
| Lago Dongtinghu                   | Hunan                             | 2.820                             |                                   |
| Lago tai                          | Jiangsu                           | 2,420                             |                                   |
| Lago Hulunhu                      | Neimenggu                         | 2,315                             |                                   |
| Lago Hongzehu                     | Jiangsu                           | 1,586                             |                                   |
| río                               | Longitud (km)                     | Superficie (km²)                  | Pesquerías                        |
| Río Yangtze                       | 5.800                             | 18,085                            |                                   |
| Río Amarillo                      | 5.464                             | 7.524                             |                                   |
| Río Heilongjiang                  | 2,965                             | 8900                              |                                   |
| Río Talimu                        | 2,179                             | 1.980                             |                                   |
| Río Zhujiang                      | 2.129                             | 4.257                             |                                   |
| Río Songhuajiang                  | 1.840                             | 5.456                             |                                   |
| Río Yaluzangbujiang               | 1,787                             | 2,416                             |                                   |
| Río Lancangjiang                  | 1,612                             | 1,540                             |                                   |
| Río Nujiang                       | 1,540                             | 1200                              |                                   |
| Río Hanjiang                      | 1,532                             | 1,744                             |                                   |
| Río Liaohe                        | 1.430                             | 1.920                             |                                   |
| Río Nenjiang                      | 1.370                             | 2,439                             |                                   |
| Río Yalongjiang                   | 1,187                             | 1,443                             |                                   |
| Río Yujiang                       | 1,162                             |                                   |                                   |
| Río Jialinjiang                   | 1,119                             | 1,598                             |                                   |
| Río Haihe                         | 1.090                             | 2.650                             |                                   |
| Río Wujiang                       | 1.018                             | 882                               |                                   |
| Río Huai                          | 1.000                             | 18,700                            |                                   |

### Administración

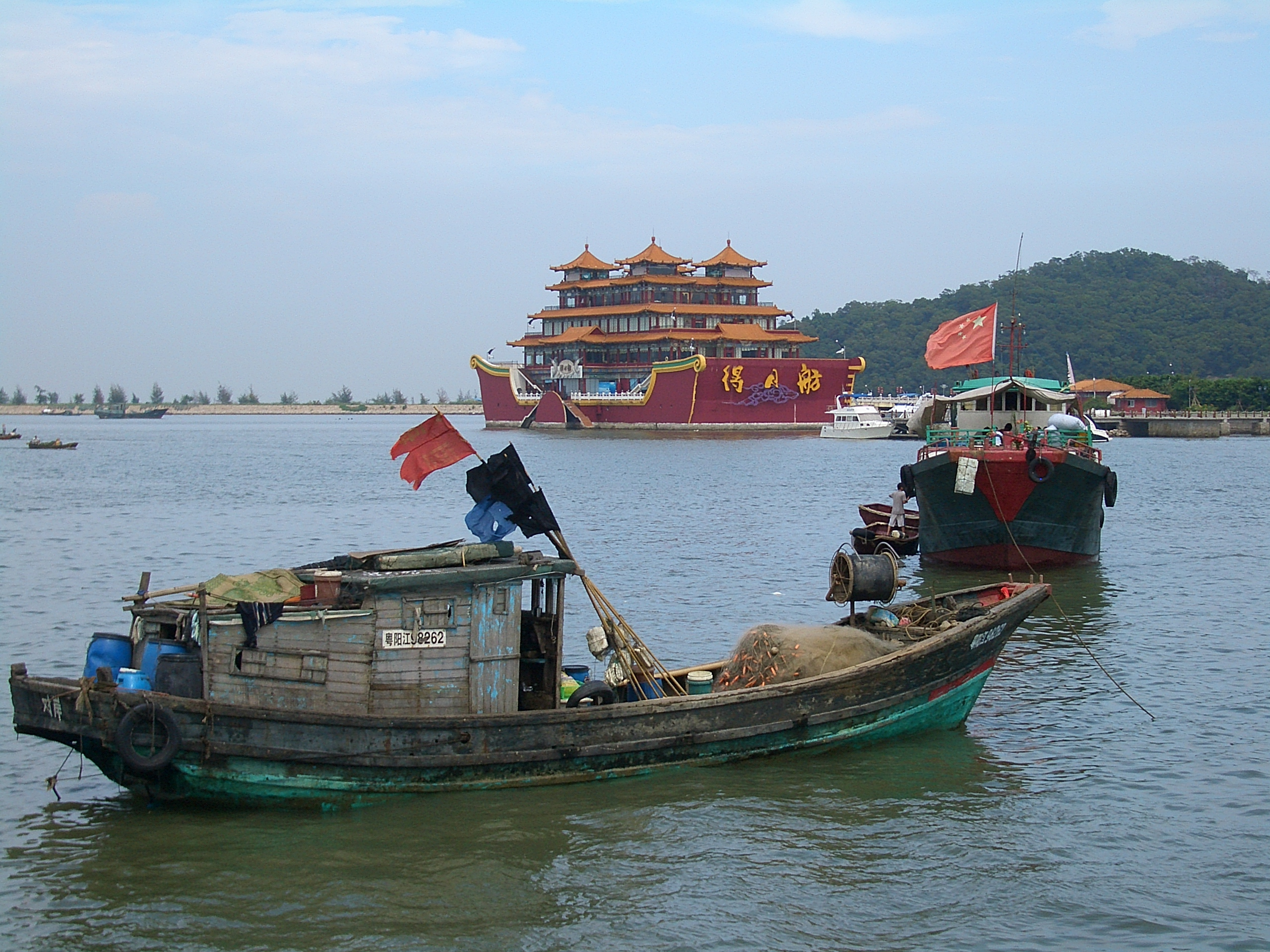
Zhuhai Puerto pesquero

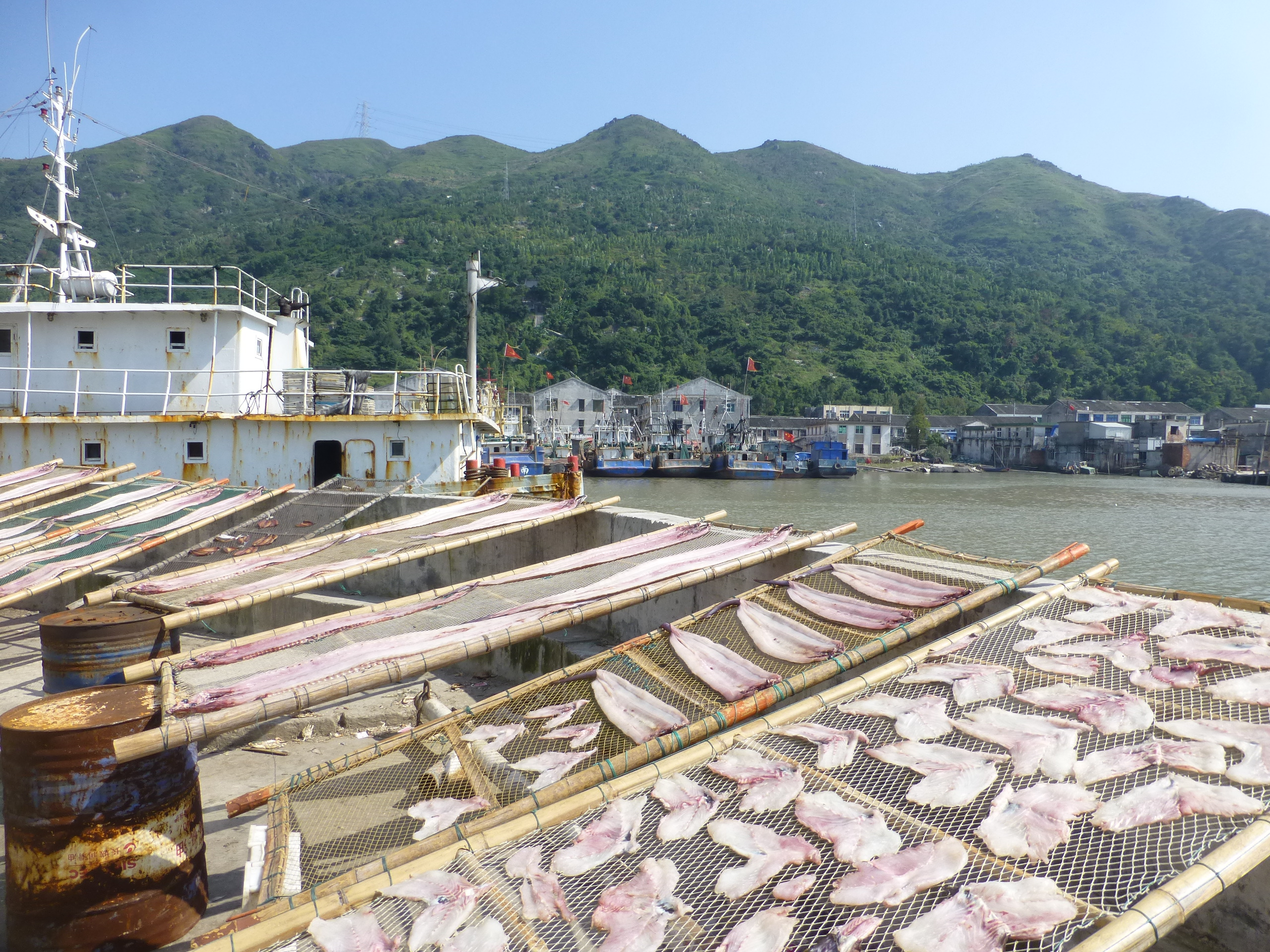
Secado de pescado en el puerto de Pacao, Condado de Cangnan, Zhejiang

En 1999 China fijó un objetivo de "crecimiento cero" de las capturas marinas costeras, y en 2001 cambió el objetivo a "crecimiento mínimo". Para conseguirlo China ha ido reduciendo el número de buques y reubicando a los pescadores fuera de la pesca de captura marina. A finales de 2004 se desguazaron 8.000 barcos y se reubicaron 40.000 pescadores. En 2006 China publicó el Programa de Acción para la Conservación de los Recursos Acuáticos Vivos de China. En él se establece que para 2010 se detendrá el deterioro del medio acuático, la disminución de los recursos pesqueros y el aumento de las especies en peligro, se reducirá el exceso de capacidad y se aumentará la eficiencia. A pesar de estos esfuerzos la sobrepesca sigue siendo un problema importante en las pesquerías chinas, ya que según las estadísticas del gobierno Chino, se ha superado con creces el rendimiento máximo sostenible de las regiones de alta mar de un 750 a 1100 millones de toneladas a 1200 a 1300 de millones de toneladas. Además de las capturas insostenibles, el rápido desarrollo de las ciudades e industrias costeras chinas ha creado una contaminación masiva, que ha mermado los hábitats y las cifras globales de la pesca.
| Objetivos de la pesca marina para 2010 | Objetivos de la pesca marina para 2010 | Objetivos de la pesca marina para 2010 |
|                                        | 2002                                   | 2010                                   |
| -------------------------------------- | -------------------------------------- | -------------------------------------- |
| Embarcaciones pesqueras motorizadas    | 220.000                                | 192.000                                |
| Potencia de la flota pesquera          | 12,70 millones de kW                   | 11,43 millones de kW                   |
| Captura marina                         | 13,06 millones de toneladas            | 12 millones de toneladas               |

Las autoridades pesqueras de China han adoptado los siguientes métodos de gestión pesquera:
- Moratoria de temporada: Desde 1994, China impone una moratoria de temporada cálida en el Mar Amarillo y el Mar de China Oriental. Esta moratoria afecta a 120.000 buques pesqueros y a un millón de pescadores. Durante este periodo se prohíbe la pesca de arrastre, la pesca con redes de estacas a vela y se cierran las redes fijas durante al menos dos meses en todas las zonas marinas. A partir de 2004 todas las operaciones de pesca, excepto el uso de redes de enmalle con malla superior a 90 mm, están prohibidas en la bahía de Bohai entre el 16 de junio y el 1 de septiembre.[1]
- Controles de entrada: China utiliza el control de insumos como estrategia principal. El Reglamento de Gestión de Permisos de Pesca de Captura, promulgado en 2002, exige a las autoridades pesqueras de China que controlen la capacidad pesquera global mediante límites de objetivos para los buques y las artes de pesca, así como mediante la expedición de permisos de pesca.[1]
- Controles de producción: Se trata de una normativa que regula la proporción permitida de peces de talla inferior a la reglamentaria en las capturas.[1]

### Sobreinformación
En 2001 los científicos pesqueros Reg Watson y Daniel Pauly expresaron en una carta a Nature su preocupación por el hecho de que China estuviera informando en exceso sobre sus capturas de la pesca salvaje en la década de 1990. Dijeron que eso hacía parecer que las capturas mundiales desde 1988 aumentaban anualmente en 300.000 toneladas cuando en realidad se reducían en 350.000 toneladas. Watson y Pauly sugirieron que esto podría estar relacionado con las políticas chinas, en las que las entidades estatales que controlaban la economía también tenían la tarea de aumentar la producción. Además hasta hace poco, la promoción de los funcionarios chinos se basaba en el aumento de la producción de sus propias zonas.
China rebatió esta afirmación. La agencia oficial de noticias Xinhua citó a Yang Jian, director general de la Oficina de Pesca del Ministerio de Agricultura, diciendo que las cifras de China eran "básicamente correctas". Sin embargo, la FAO aceptó que había problemas con la fiabilidad de los datos estadísticos de China, y durante un tiempo trató los datos del país, en los cuales se incluía los de acuicultura.
Al tener la mayor flota pesquera del mundo, la flota pesquera comercial china es responsable de más pesca ilegal, no declarada y no reglamentada (IUU -en inglés-) que la de cualquier otra nación. La sobrecapitalización de la flota pesquera china ha exacerbado la tradicional preocupación por la pesca IUU. Desde la modernización hasta 2008, China redujo la capacidad de su flota pesquera; desde 2008 se ha producido un rápido aumento de la capacidad relacionado con el aumento de la Milicia Marítima de las Fuerzas Armadas Populares y las subvenciones concedidas por los gobiernos regionales y locales a las empresas pesqueras para mejorar los buques y ampliar la capacidad. Los otros factores que han conducido al aumento de la flota pesquera china son la implantación del sistema de navegación/comunicación BeiDou y la formación paramilitar impartida a los pescadores chinos.

#### Galápagos
Una gran flota pesquera china de cientos de barcos visita el océano alrededor de las Islas Galápagos cada año. En 2017 la Armada ecuatoriana incautó el buque frigorífico Fu Yuan Yu Leng 999 dentro de la Reserva Marina de Galápagos con más de 6.000 tiburones congelados, incluidos tiburones ballena. La tripulación fue juzgada y condenada por pesca ilegal con una pena de cuatro años de prisión para cada uno y el propietario del buque fue multado con seis millones de dólares. Las autoridades ecuatorianas y la sociedad civil acusaron a los chinos de pescar de forma indiscriminada sin respetar la ley ni la normativa. Aunque los buques pesqueros chinos han visitado la zona todos los años desde 1978, el número y el tamaño de los buques ha aumentado enormemente en los últimos años.
El análisis realizado por la organización sin ánimo de lucro Oceana, en colaboración con Global Fishing Watch, señaló que en septiembre de 2020 300 buques mercantes chinos fueron avistados frente a la costa de las Galápagos pescando calamares, atunes, tiburones y otras especies marinas. El análisis de los datos por satélite reveló que varios buques pesqueros pasaron un total de 73.000 horas de pesca cerca de las Islas Galápagos entre agosto y septiembre de 2020. Oceana concluyó que esta pesca afectaba negativamente a la sensible vida marina de la región y que los buques chinos trataban activamente de eludir la detección por parte de las autoridades locales, ya sea practicando estrategias de transbordo ilegales o desactivando los dispositivos públicos de seguimiento a bordo.
La explotación de los recursos marinos por medios ilegales es un problema reconocido por los países latinoamericanos de la costa del Pacífico. En noviembre de 2020, los gobiernos de Colombia, Chile, Perú y Ecuador publicaron un comunicado oficial conjunto en el que se comprometían a combatir la pesca ilegal no declarada y no reglamentada en sus costas durante la próxima década. Los gobiernos de estos cuatro países se han comprometido a aumentar la cooperación internacional en la protección de la costa sudamericana del Pacífico. El gobierno chileno ha declarado que pretende contribuir a la designación del 30% del océano como área marina protegida para 2030 en un esfuerzo por desincentivar la pesca IUU. Global Fishing Watch también ha declarado que es necesaria una mayor transparencia entre las naciones latinoamericanas y la cooperación internacional para frenar la pesca ilegal en la zona.

#### Corea del Norte
Los pescadores comerciales chinos se han dedicado a la pesca de calamar a gran escala en aguas norcoreanas, violando las sanciones de la ONU que prohíben a los buques pesqueros extranjeros pescar en aguas norcoreanas. La flota pesquera china de calamares en aguas norcoreanas ha llegado a tener en ocasiones hasta 800 barcos y ha provocado una disminución del 70% de las poblaciones de calamares en esas aguas. Según Global Fishing Watch "Este es el mayor caso conocido de pesca ilegal perpetrado por una sola flota industrial que opera en aguas de otra nación". Se cree que la disminución de las poblaciones de calamares como resultado de esta pesca ilegal es también un factor que contribuye al aumento de los barcos fantasma norcoreanos. La llamada "flota oscura" ha capturado calamares por valor de 500 millones de dólares en aguas norcoreanas desde 2017.

#### Taiwán
La disminución de las poblaciones de peces costeros de China y la imposición de temporadas de veda más amplias han provocado un aumento de los pescadores chinos que pescan ilegalmente en aguas taiwanesas. En 2020 una flota de barcos pesqueros chinos atacó a la Administración de Guardacostas y a barcos locales de protección medioambiental que habían estado limpiando redes ilegales en aguas taiwanesas.

#### República de Palao
El 15 de diciembre de 2020 el patrullero Palaun PSS Remeliik II detuvo a un buque pesquero chino que llevaba a bordo una captura sin licencia de 225 kilogramos de pepinos de mar que podrían haberse vendido a 800 dólares el kilogramo en los mercados asiáticos. Anteriormente, el Remeliik había detenido a seis buques chinos más pequeños.

## Acuicultura
La acuicultura se utiliza en China desde el segundo milenio antes de Cristo. Cuando las aguas bajaban tras las crecidas de los ríos algunos peces, principalmente carpas, se mantenían en estanques artificiales. Sus crías se alimentaban después con ninfas y heces de gusanos de seda, mientras que los propios peces se comían como fuente de proteínas. Por una afortunada mutación genética, esta temprana domesticación de la carpa condujo al desarrollo del pez dorado en la dinastía Tang.
El Cyprinus carpio es el pez número uno de la acuicultura. El tonelaje anual de carpa común, por no hablar de los demás ciprínidos, producido en China supera el peso de todos los demás peces, como la trucha y el salmón, producidos por la acuicultura en todo el mundo.
Desde la década de 1970 las políticas de reforma han dado lugar a un rápido desarrollo de la acuicultura china, tanto en aguas dulces como en aguas marinas. La superficie total de acuicultura pasó de 2,86 millones de hectáreas en 1979 a 5,68 millones en 1996, y la producción aumentó de 1,23 millones de toneladas a 15,31 millones.
En 2005 la producción mundial de acuicultura, incluidas las plantas acuáticas, ascendió a 78.400 millones de dólares. De esta cifra la producción china ascendió a 39.800 millones de dólares. Ese mismo año había unos 12 millones de acuicultores en todo el mundo. De ellos, China declaró que 4,5 millones estaban empleados a tiempo completo en la acuicultura.

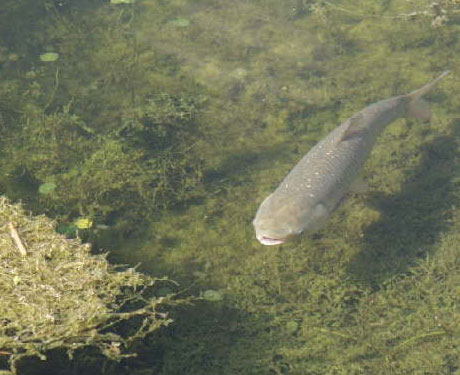
Carpa de hierba

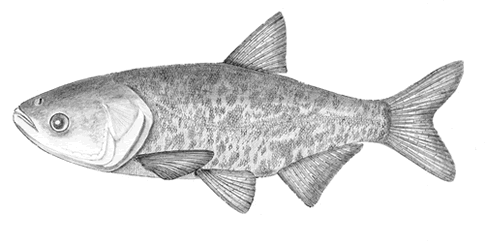
Carpa Cabezona

| Las 10 principales especies cultivadas en China en 2005 |           |
| Especies                                                | Toneladas |
| Algas japonesas                                         | 4 314 000 |
| La carpa herbívora                                      | 3 857 000 |
| Ostra del Pacífico                                      | 3 826 000 |
| Carpa plateada                                          | 3 525 000 |
| Concha de alfombra japonesa                             | 2857 000  |
| Carpa común                                             | 2 475 000 |
| Wakame                                                  | 2 395 000 |
| Carpa cabezona                                          | 2 182 000 |
| Carpa cruciana                                          | 2 083 000 |
| Vieira Yesso                                            | 1036 000  |

| Producción, superficie y rendimiento: 2003 | Producción, superficie y rendimiento: 2003 | Producción, superficie y rendimiento: 2003 | Producción, superficie y rendimiento: 2003 |
|                                            | Producción total (Tn)                      | Área utilizada (ha)                        | Producir (kg)                              |
| ------------------------------------------ | ------------------------------------------ | ------------------------------------------ | ------------------------------------------ |
| Total general                              | 30,275,795                                 | 7,103,648                                  | 4.260                                      |
| Cultura marina                             | 12,533,061                                 | 1,532,152                                  | 8.180                                      |
| Cultura del interior                       | 17,742,734                                 | 5.571.496                                  | 3,180                                      |
| Estanque                                   | 12,515,093                                 | 2,398,740                                  | 5.220                                      |
| lago                                       | 1.051.930                                  | 936,262                                    | 1,120                                      |
| Embalses                                   | 1.841.245                                  | 1,660,027                                  | 1,110                                      |
| Ríos                                       | 738,459                                    | 382,170                                    | 1.930                                      |
| Arrozales                                  | 1.023.611                                  | 1,558,042                                  | 660                                        |
| Otro                                       | 572,396                                    | 194,297                                    | 2,950                                      |

### Acuicultura continental
En 1979 la acuicultura continental ocupaba 237,8 millones de hectáreas y producía 813.000 toneladas. En 1996 ocupaba 485,8 millones de hectáreas y producía 10,938 millones de toneladas. Ese año 17 provincias produjeron 100.000 toneladas con la acuicultura continental.
El cultivo en estanques es el método más común de acuicultura interior (73,9% en 1996). Estos estanques se encuentran sobre todo en la cuenca del río Perla y a lo largo del río Yangtze. Abarcan siete provincias: Anhui, Guangdong, Hubei, Hunan, Jiangsu, Jiangxi y Shandong. El gobierno también ha apoyado el desarrollo de las zonas rurales para eliminar la pobreza. El sector es importante desde el punto de vista de la nutrición porque lleva el marisco a zonas del interior alejadas del mar, donde el consumo de marisco ha sido tradicionalmente bajo.
En los últimos tiempos China ha extendido sus habilidades en el sistema de cultivo en estanques a aguas abiertas como lagos, ríos, embalses y canales, incorporando jaulas, redes y corrales.
La piscicultura en los arrozales también se está desarrollando. En 1996 la piscicultura en arrozales ocupó 12,05 millones de hectáreas y produjo 376.800 toneladas. Hay otros 16 millones de hectáreas de arrozales disponibles para su desarrollo.
También se cultivan especies introducidas de otras partes del mundo como la trucha arco iris, la tilapia, el pez paleta, el bagre sapo, el salmón plateado, la perca de río, la cucaracha y el Collossoma brachypomum.

### Acuicultura marina

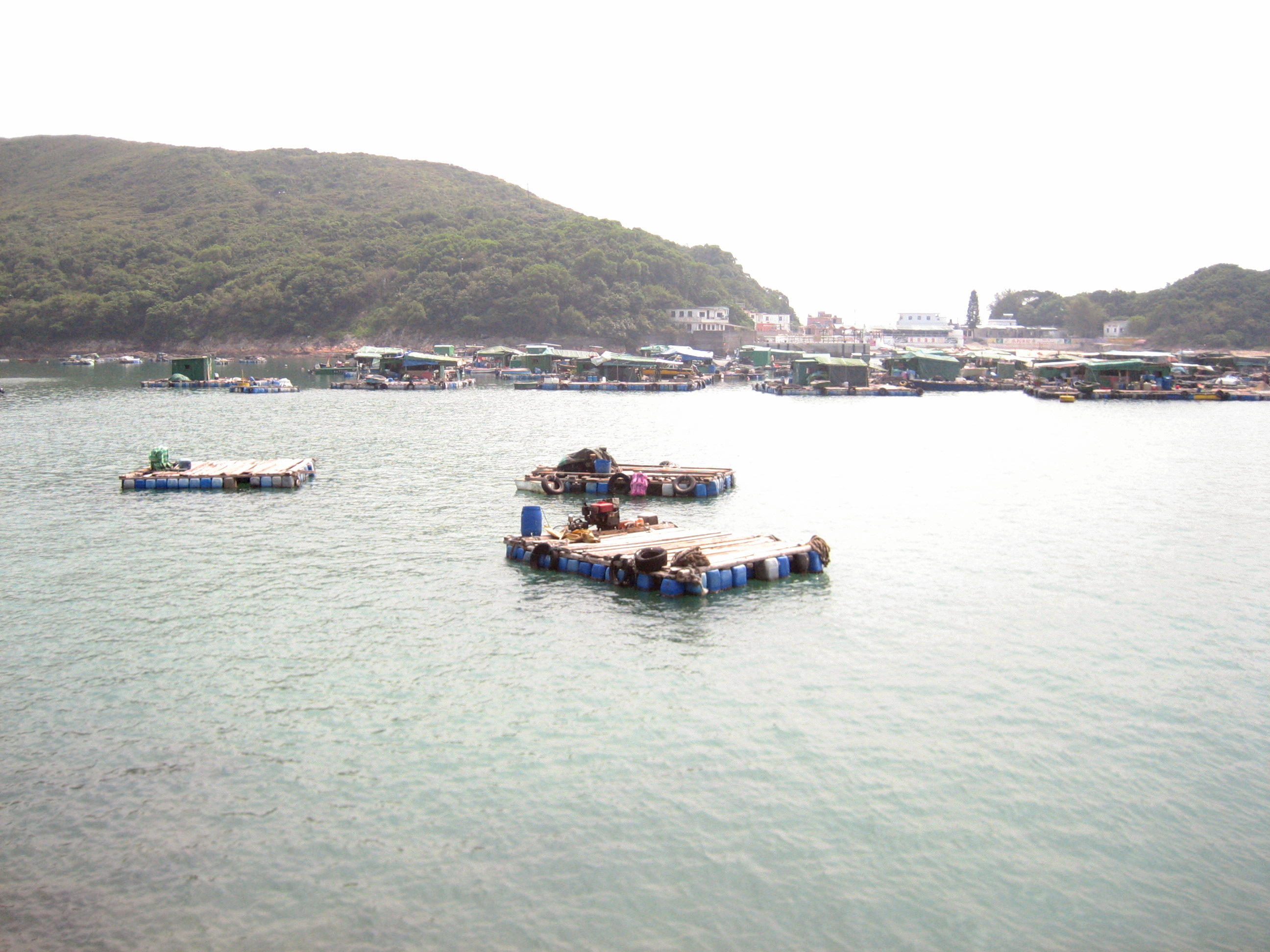
Maricultura frente a High Island, Hong Kong

Con las tecnologías de cultivo actuales se pueden aplicar muchos cultivos de plantas y animales marinos dentro de la isóbata de 10 metros en entornos marinos. En China hay unos 1,33 millones de hectáreas de zonas marinas cultivables que incluyen mares poco profundos, marismas y bahías. Antes de 1980 se cultivaba menos del 9% de estas zonas, y las especies se limitaban principalmente a las algas, los laveros (Porphyra) y los mejillones.
Entre 1989 y 1996 las superficies de mares poco profundos cultivados pasaron de 25.200 a 114.200 hectáreas, las de marismas de 266.800 a 533.100 hectáreas y las de bahía de 131.300 a 174.800 hectáreas. La producción de 1979 fue de 415.900 toneladas en 117.000 hectáreas, y la de 1996 de 4,38 millones de toneladas en 822.000 hectáreas.
Desde la década de 1980 el gobierno ha fomentado la introducción de diferentes especies marinas, como el gran camarón o langostino Penaeus chinensis, así como la vieira, el mejillón, el besugo, el abulón, el mero y el cangrejo de los manglares Scylla serrata.

En 1989, la producción de camarones de piscifactoría era de 186.000 toneladas, y China era el mayor productor del mundo. En 1993, una enfermedad vírica hizo estragos y en 1996 la producción se redujo a 89.000 toneladas. Esto se atribuyó a una gestión inadecuada, como la sobrealimentación y la alta densidad de población.

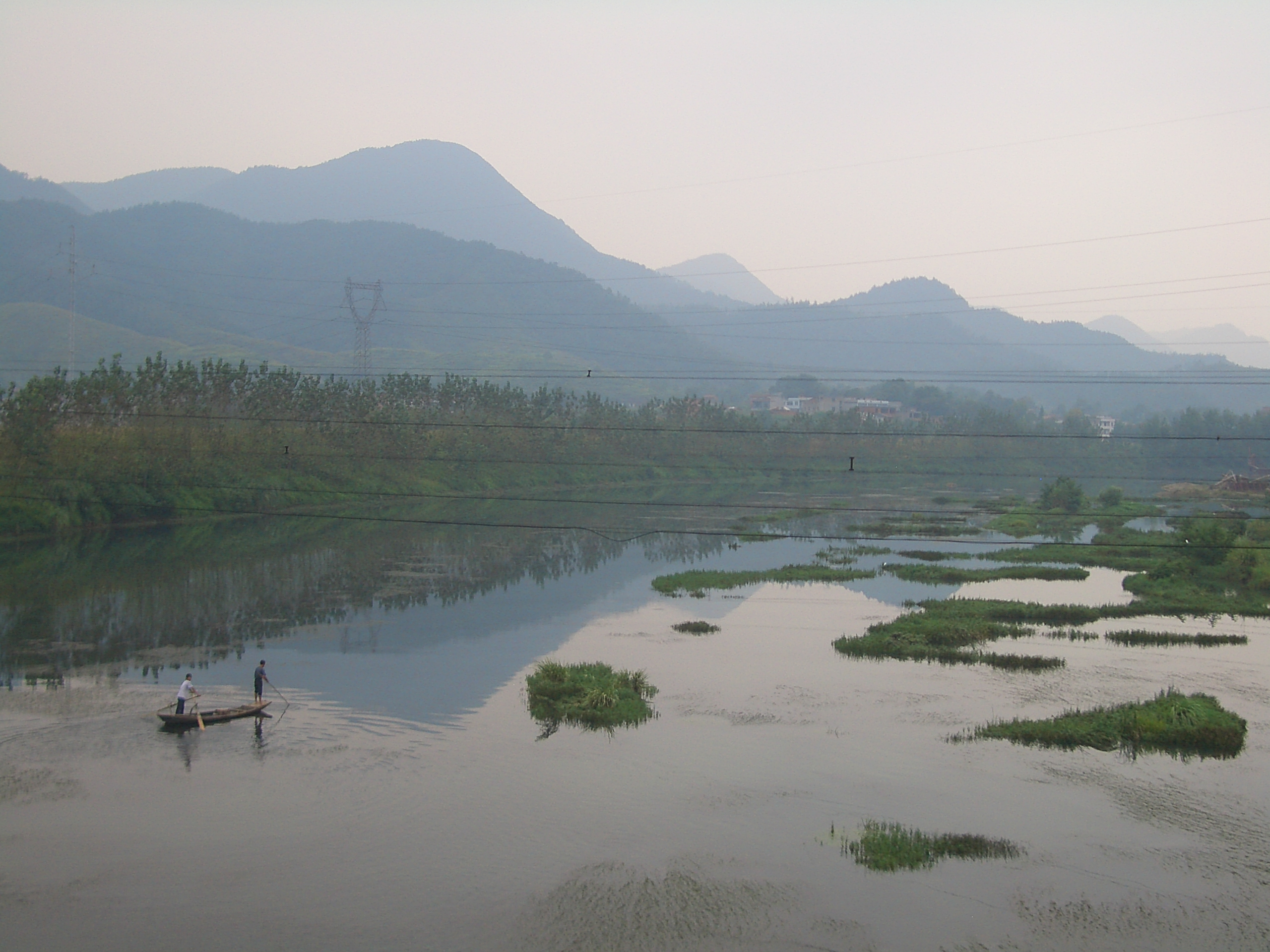
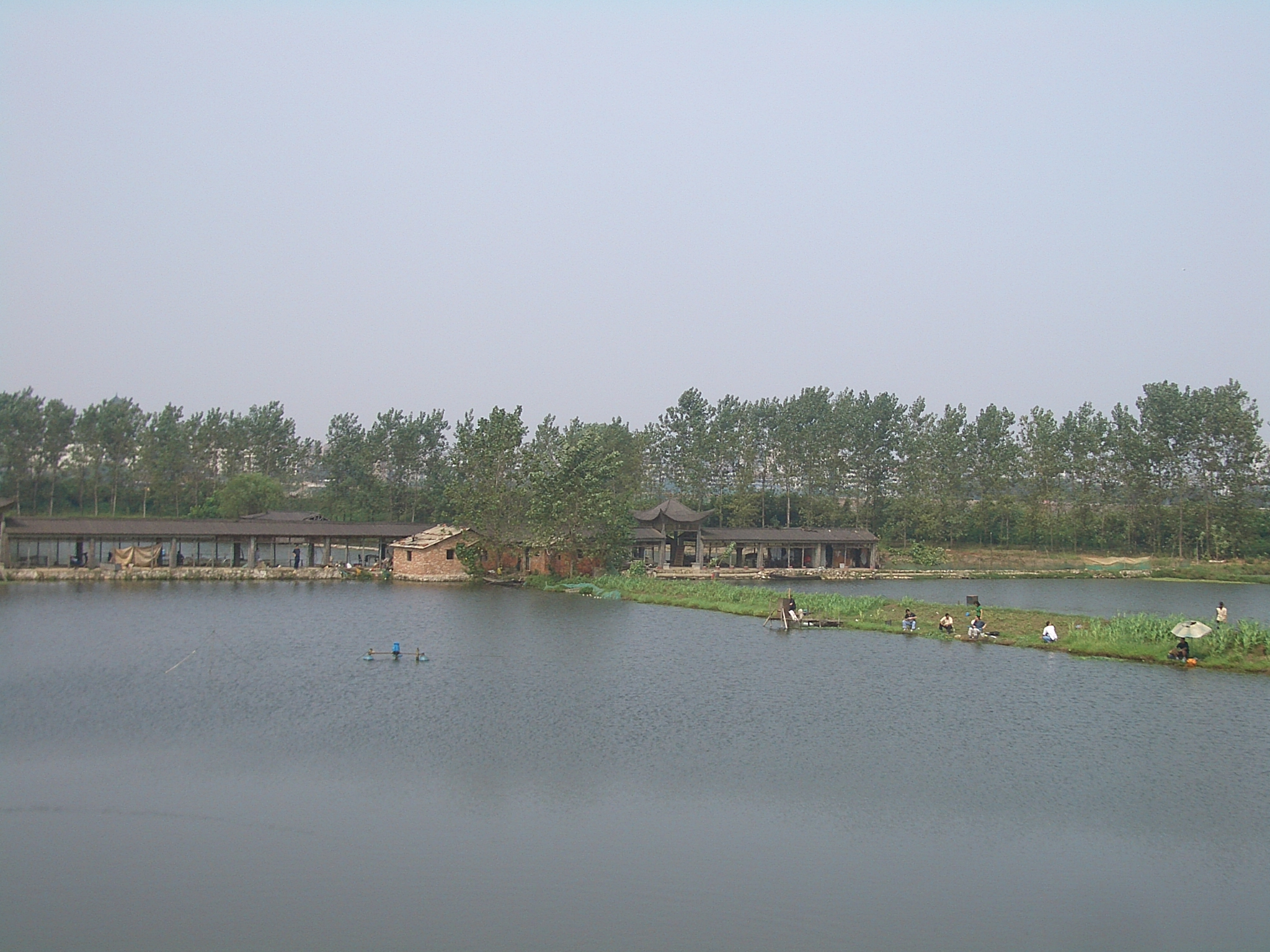
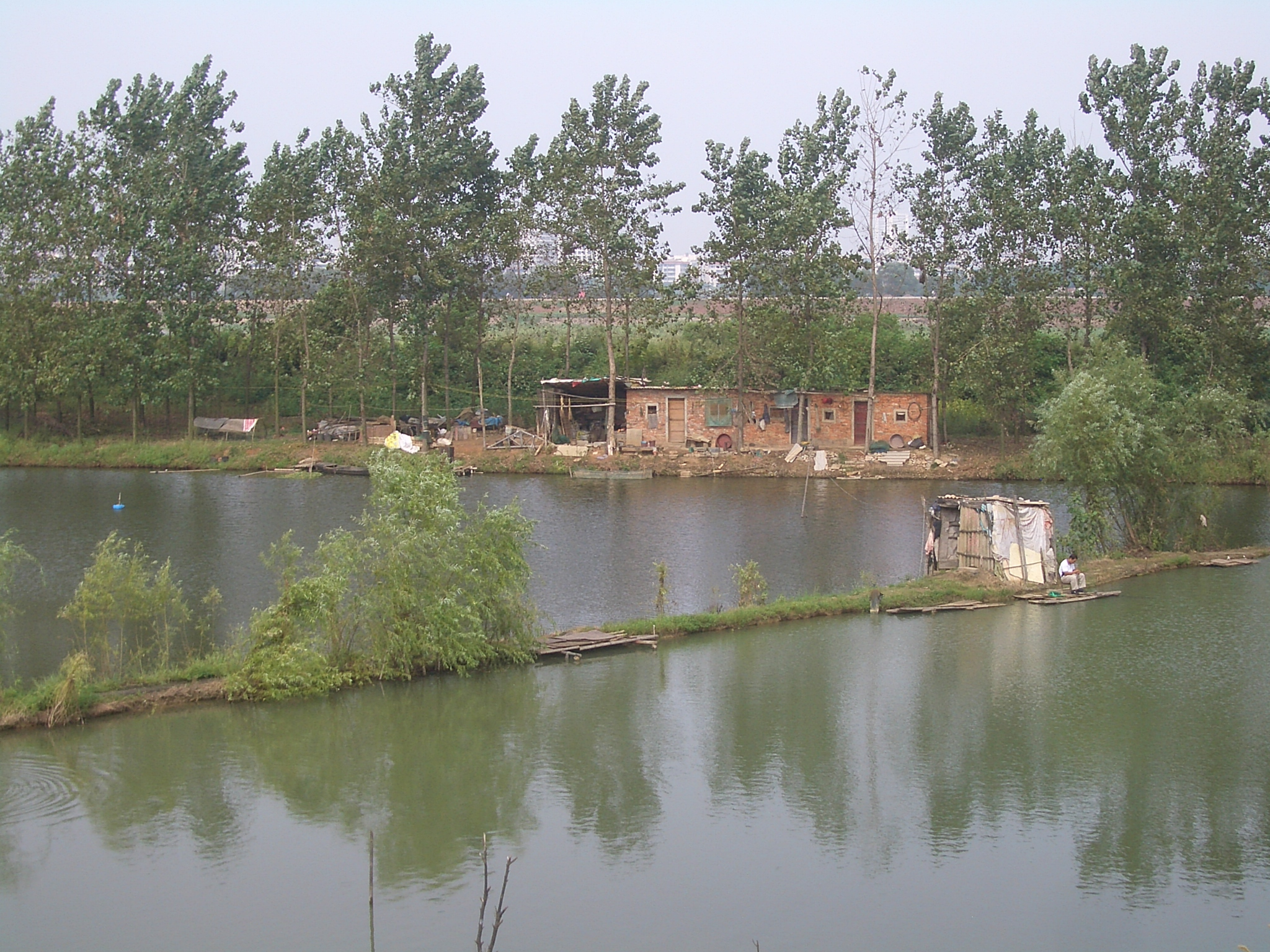
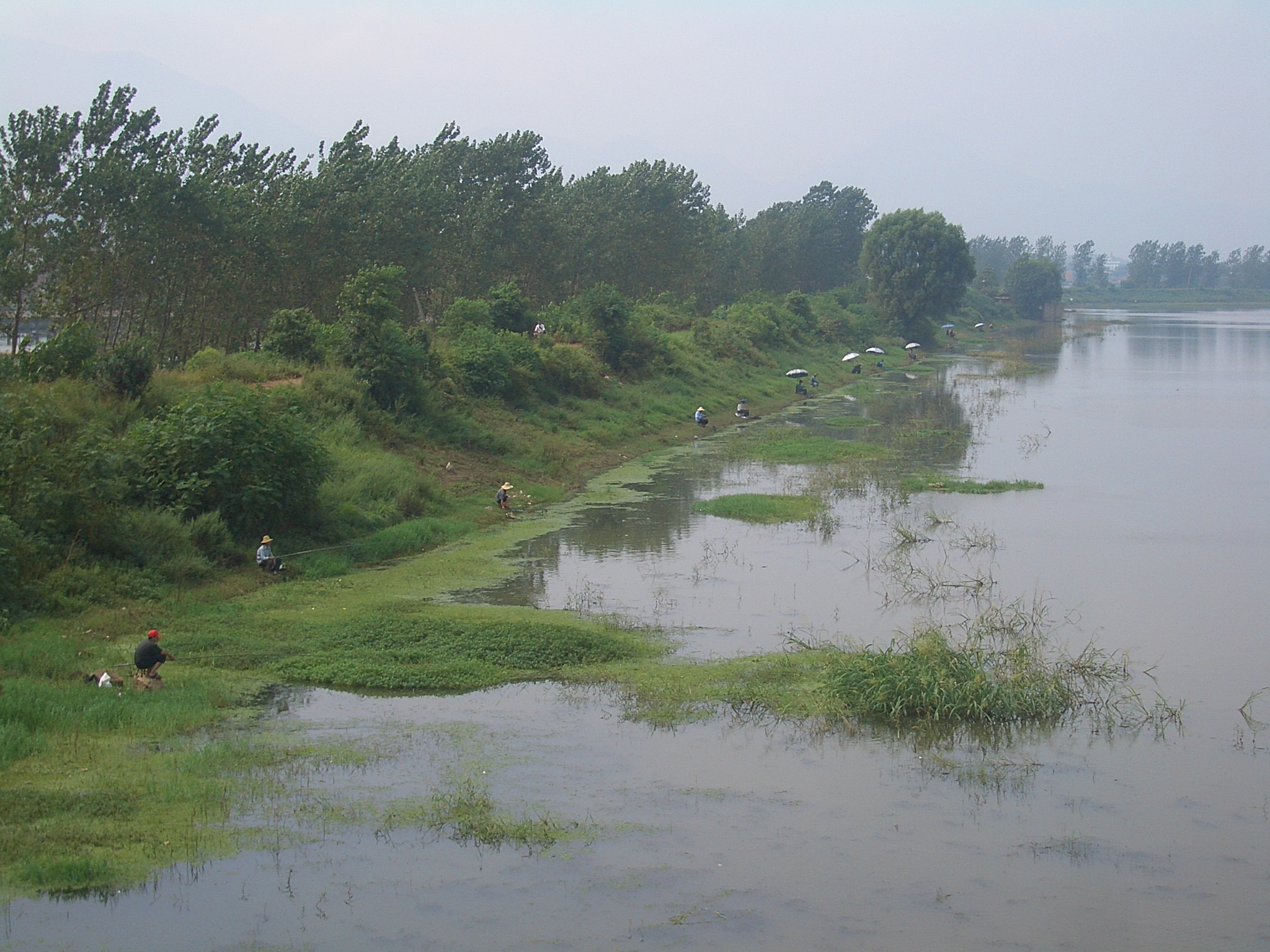
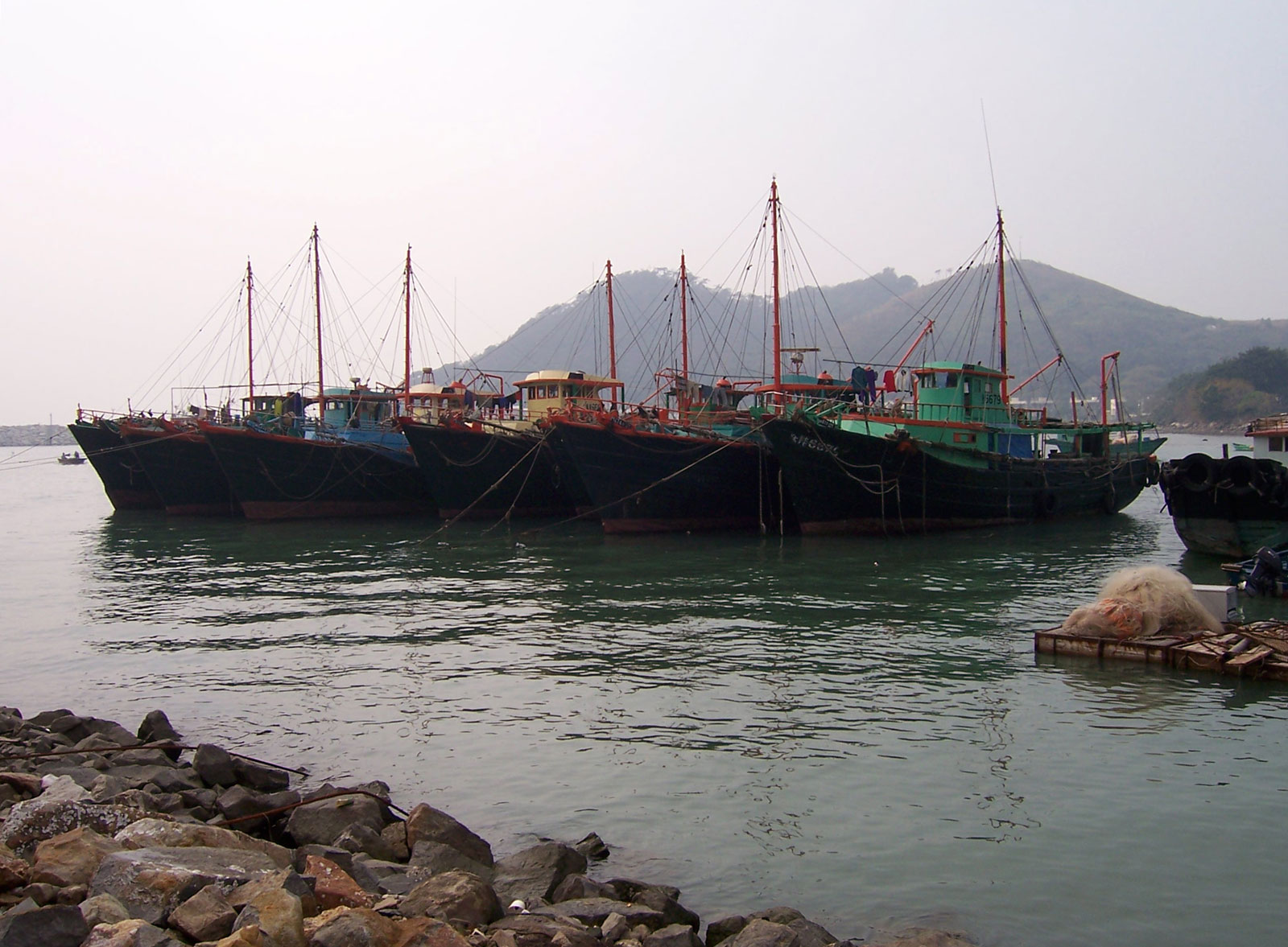
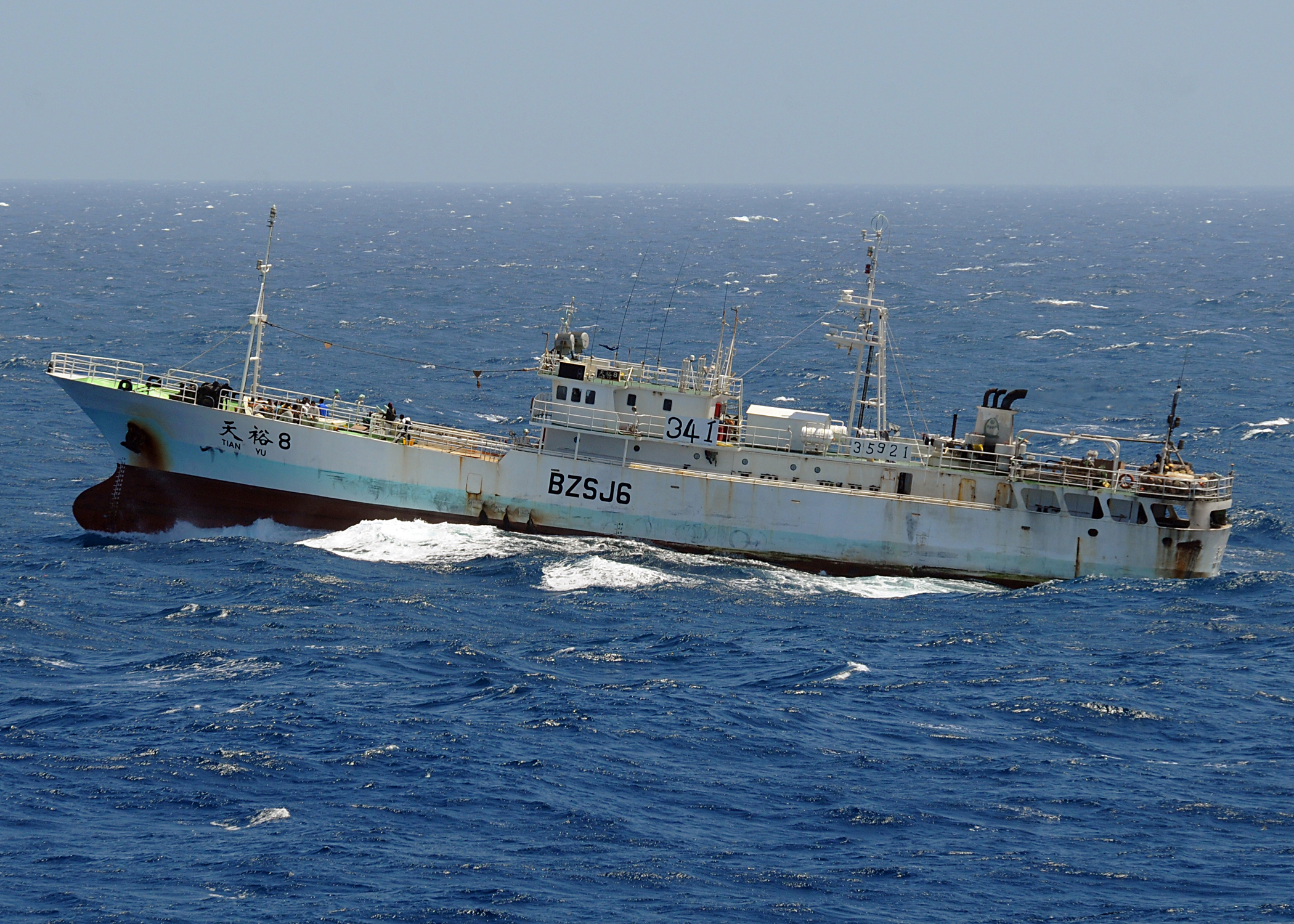
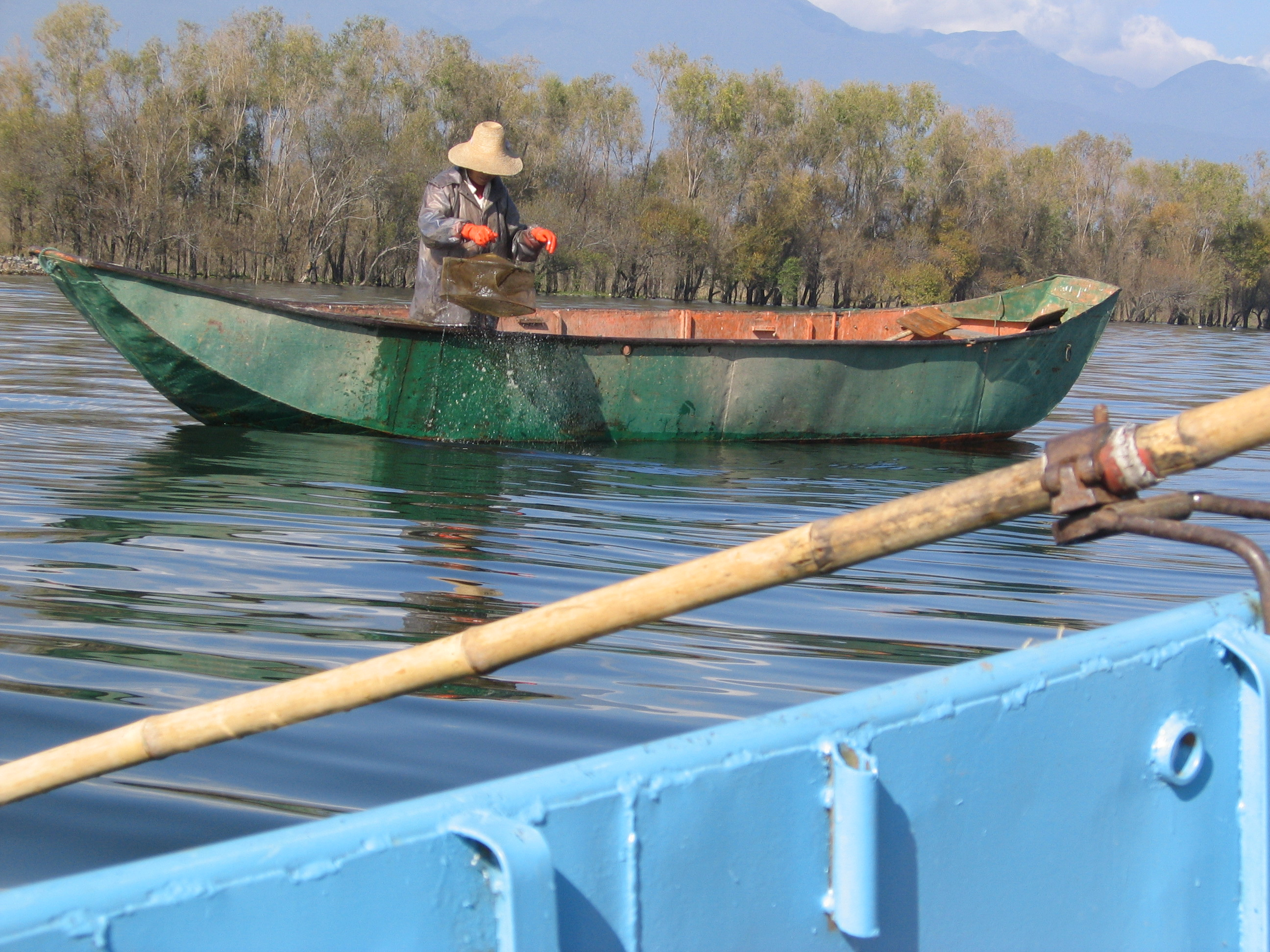

## Historia

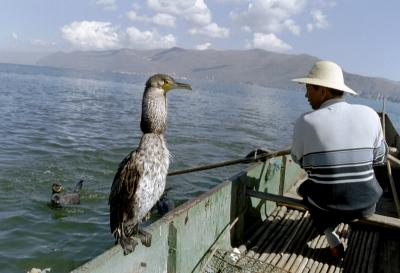
Un pescador chino con su cormorán en el lago Erhai, cerca de Dali (Yunnan)

Históricamente la pesca con cormoranes ha sido una técnica de pesca importante en China. Para controlar a las aves los pescadores atan un lazo cerca de la base de la garganta del ave. Esto evita que las aves se traguen los peces más grandes, que se sujetan en la garganta. Cuando un cormorán ha capturado un pez el pescador lo devuelve al barco y hace que el ave escupa el pescado. Los pescadores chinos suelen emplear grandes cormoranes. Aunque la pesca con cormoranes solía ser una industria pesquera de éxito, su uso principal hoy en día es para servir a la industria del turismo. En Guilin, provincia de Guangxi, los cormoranes son famosos por pescar en el río Lijiang, de poca profundidad.